# Adolf Vančura
Adolf Vančura (auch: Vancura) (* 11. Juni 1900 in Wien; † 9. Jänner 1967 ebenda) war ein österreichischer Komponist, Dirigent, Pianist und Organist, sowie langjähriger Kapellmeister der Musikkapelle der Wiener Elektrizitätswerke.

## Leben
Er entstammte einer Wiener tschechischen Familie. Seine musikalische Begabung zeigte sich früh, doch musste er seine Ausbildung am Wiener Konservatorium aus finanziellen Gründen abbrechen. Er fand Arbeit bei der Gemeinde Wien, wo ihm bei den städtischen Elektrizitätswerken musikalische Betätigung im Rahmen der Werkskapelle möglich wurde. Er arbeitete bewusst an seiner musikalischen Weiterbildung, komponierte eifrig und wurde bald als Kapellmeister, Pianist und Organist geschätzt. Als Chordirigent der Vereinigung „Höhenklang“ verfasste und arrangierte er auch Chormusik. Mehr als 20 Jahre lang war er dann Kapellmeister der Musikkapelle der Elektrizitätswerke, mit der er zahlreiche Erfolge mit eigenen und fremden Kompositionen feiern konnte. Ein Höhepunkt seiner Laufbahn war die Leitung des Konzerts seiner Kapelle anlässlich der Eröffnung der Wiener Festwochen 1954. Seine Frau Leopoldine geb. Krunert war Konzertsängerin, sang klassische Lieder und Operettenmusik und war auch eine Interpretin seiner Kompositionen. Sein Bruder Veno Vančura war ebenfalls musikalisch hochbegabt und als Orchestermusiker tätig. Die folgende Liste enthält viele seiner Kompositionen, unter denen der „Freudenauer Galopp“ wohl zu den bekanntesten zählt. Auch als Arrangeur, vor allem für Blasmusik, machte er sich einen Namen. Von seinen Chorarrangements ist sein beliebtes „Heiteres Wandern,“ ein fröhliches Wanderliederpotpourrie für gemischten Chor und Klavier, zu nennen. Unter seinen rund 250 Kompositionen für Chor, Orchester, Kammermusik und Orgel sind 50 Werke für Blasorchester. Insbesondere diese Werke werden als bezeichnend für den typisch österreichischen Charakter seiner Musik genannt.

## Werke (Auswahl)

### Polkas
- Bass Polka, für Basstuba und Blasorchester
- Feuerwehr-Polka
- Mir zwa! Polka für 2 Klarinetten und Blasorchester
- Payerbacher Polka
- Zizibe Polka

### Ouvertüren
- Allotria, Ouvertüre
- In Wald und Flur, Ouvertüre
- Manuela, Ouvertüre
- Marietta, Ouvertüre
- Silana, Ouvertüre

### Märsche
- Aus guter, alter Zeit (Postmarsch)
- Fesche Burschen (Marsch der Auslandösterreicher)
- Libertas Marsch
- Musikantengruß, Marsch
- Parademarsch, Marsch
- Das ist der Tag des Herrn, Prozessionsmarsch
- Don Bosco, Prozessionsmarsch
- Glaube, Hoffnung und Liebe, Prozessionsmarsch
- Herr bleib bei uns, denn es will Abend werden..., Prozessionsmarsch
- Unter den Trauerweiden, Trauermarsch

### Lieder
- Ade, auf Wiedersehen, Lied
- Hinterbrühler Heimatlied
- Nimm auf, o Herr, die Seele, Grablied

### Sonstiges
- Charmant und galant, Intermezzo
- Du grünes Märchen an der Mur (Gruß an Graz)
- Freudenauer Galopp
- Gänsemarsch, Charakterstück
- Good night my darling, good night, langsamer Walzer